# Pływanie na Letnich Igrzyskach Olimpijskich 1912 – 400 m stylem dowolnym mężczyzn
Wyścig na 400 metrów stylem dowolnym mężczyzn był jedną z konkurencji pływackich rozgrywanych podczas V Igrzysk Olimpijskich w Sztokholmie. Wystartowało 26 (ze zgłoszonych początkowo 66) zawodników z trzynastu ekip narodowych.
Rekord świata na dystansie 440 jardów należał do Australijczyka Franka Beaurepaire'a, który zdobył na tym dystansie srebrny medal na IV Letnich Igrzyskach Olimpijskich w Londynie cztery lata wcześniej. Beaurepaire nie startował na igrzyskach w Sztokholmie, gdyż rok wcześniej zadeklarował się jako profesjonalista by wziąć udział w kursie pływackim i ratowniczym. Beaurepaire powrócił do rywalizaji na igrzyskach w 1920 i 1924 roku. Największą nadzieją ekipy Australazji był Harold Hardwick, który w 1911 roku został amatorskim mistrzem Wielkiej Brytanii na dystansie 440 jardów. Hardwick po zakończeniu kariery pływackiej został zawodowym mistrzem kraju w boksie w wadze ciężkiej.
Przed igrzyskami rekord świata na tym dystansie należał do Węgra Béli Las-Torresa, który 5 czerwca 1912 w Budapeszcie uzyskał wynik 5:28,4
Podczas igrzysk w Sztokholmie złoto przypadło jednak reprezentantowi Kanady. Mistrzem olimpijskim został George Hodgson, który zaledwie cztery dni wcześniej wygrał finał wyścigu na 1500 metrów. Hodgson stał się znany, gdy w 1910 roku na mistrzostwach kraju zwyciężył na każdym dystansie, w którym brał udział. W 1911 roku wygrał wyścig na jedną milę na Festiwalu Imperium w Londynie, a następnie rozpoczął studia na Uniwersytecie w Montrealu. w 1912 roku zdominował zarówno mistrzostwa krajowe jak również dwa najdłuższe dystanse na igrzyskach. Po zakończeniu I wojny światowej Hondgson wystartował na igrzyskach w Antwerpii w 1920 roku, jednak nie zdołał się zakwalifikować do finału na żadnym z dystansów. Zdobywca srebrnego medalu, Brytyjczyk John Hatfield zdobył tytuł amatorskiego mistrza kraju w 1912 i 1913 roku. 

## Rekordy
| Rekord świata     | Béla Las-Torres (HUN) | 5:28,4 | Budapeszt (HUN) | 5 czerwca 1912 |
| Rekord olimpijski | Henry Taylor (GBR)    | 5:36,8 | Londyn (GBR)    | 16 lipca 1908  |

## Wyniki

### Eliminacje
Początkowo rozlosowanych zostało 11 wyścigów eliminacyjnych, jednak z powodu ogromnej liczby wycofań, eliminacje zostały rozlosowane ponownie.
Zawodnicy pierwotnie zgłoszeni, jednak wycofani przed ponownym losowaniem eliminacji
| Zawodnik           | Państwo           | Wyścig |
| ------------------ | ----------------- | ------ |
| Jean Rodier        | Francja           | 1      |
| Isaac Bentham      | Wielka Brytania   | 1      |
| John Shyrock       | Stany Zjednoczone | 1      |
| Wolfgang Siller    | Austria           | 2      |
| Georges Hermant    | Francja           | 2      |
| Robert Andersson   | Szwecja           | 2      |
| Josef Scheibler    | Austria           | 3      |
| Henri Decoin       | Francja           | 3      |
| Attilio Bellezza   | Włochy            | 3      |
| Gustav Collin      | Szwecja           | 3      |
| Jack Mantell       | Stany Zjednoczone | 3      |
| Les Boardman       | Australazja       | 4      |
| René Voisard       | Francja           | 4      |
| Georges Rigal      | Francja           | 5      |
| Virgilio Bellazza  | Włochy            | 5      |
| Iłarion Borisowski | Rosja             | 5      |
| Perry McGillivray  | Stany Zjednoczone | 5      |
| Marcel Pernot      | Francja           | 6      |
| Harry Svendsen     | Norwegia          | 6      |
| Wiktor Baranow     | Rosja             | 6      |
| Vilhelm Andersson  | Szwecja           | 6      |
| Richard Frizell    | Stany Zjednoczone | 6      |
| William Longworth  | Australazja       | 7      |
| S. Matucha         | Bohemia           | 7      |
| Émile Bangerter    | Francja           | 7      |
| Aldo Cigheri       | Włochy            | 7      |
| Joseph Pletincx    | Belgia            | 10     |
| Josef Černÿ        | Bohemia           | 10     |
| Gérard Meister     | Francja           | 10     |
| Mario Portolongo   | Włochy            | 10     |
| Leo Goodwin        | Stany Zjednoczone | 10     |
| Henri Dubois       | Francja           | 11     |
| Herbert Wetter     | Norwegia          | 11     |
| Aleksiej Andriejew | Rosja             | 11     |
| Lincoln Johnson    | Stany Zjednoczone | 11     |

Ostatecznie do zawodów rozegranych 11 lipca 1912 o godzinie 12:10 przystąpiło 26 zawodników, których podzielono na 6 wyścigów. Awans uzyskiwało dwóch najlepszych z każdego wyścigu (Q) oraz najszybszy z zawodników z trzeciego miejsca (q).
Wyścig 1
| Miejsce | Zawodnik          | Kraj              | Wynik  | Uwagi |
| ------- | ----------------- | ----------------- | ------ | ----- |
| 1.      | Harold Hardwick   | Australazja       | 5:36,0 | Q,    |
| 2.      | Malcolm Champion  | Australazja       | 5:37,0 | Q     |
| 3.      | James Reilly      | Stany Zjednoczone | 6:10,2 |       |
| 4.      | Nils-Erik Haglund | Szwecja           | 6:23,4 |       |
| 5.      | Davide Baiardo    | Włochy            |        |       |
| –       | Mario Massa       | Włochy            |        | DNF   |

Wyścig 2
| Miejsce | Zawodnik           | Kraj            | Wynik  | Uwagi |
| ------- | ------------------ | --------------- | ------ | ----- |
| 1.      | Thomas Battersby   | Wielka Brytania | 6:03,6 | Q     |
| 2.      | John Johnsen       | Norwegia        | 6:14,4 | Q     |
| 3.      | Eskil Wedholm      | Szwecja         | 6:29,8 |       |
| –       | Pawieł Awksientjew | Rosja           |        | DNF   |

Wyścig 3
| Miejsce | Zawodnik            | Kraj              | Wynik  | Uwagi |
| ------- | ------------------- | ----------------- | ------ | ----- |
| 1.      | Max Ritter          | Niemcy            | 5:44,6 | Q     |
| 2.      | Alajos Kenyery      | Węgry             | 5:46,0 | Q     |
| 3.      | Nicholas Nerich     | Stany Zjednoczone | 5:50,4 | q     |
| –       | David Theander      | Szwecja           |        | DNF   |
| –       | Theodore Tartakover | Australazja       |        | DNF   |

Wyścig 4
| Miejsce | Zawodnik         | Kraj              | Wynik  | Uwagi |
| ------- | ---------------- | ----------------- | ------ | ----- |
| 1.      | Béla Las-Torres  | Węgry             | 5:36,2 | Q     |
| 2.      | Henry Taylor     | Wielka Brytania   | 5:48,4 | Q     |
| –       | Nikołaj Woronkow | Rosja             |        | DNF   |
| –       | Otto Scheff      | Austria           |        | DNS   |
| –       | Otto Fahr        | Niemcy            |        | DNS   |
| –       | Harry Hebner     | Stany Zjednoczone |        | DNS   |

Wyścig 5
| Miejsce | Zawodnik              | Kraj              | Wynik  | Uwagi |
| ------- | --------------------- | ----------------- | ------ | ----- |
| 1.      | Cecil Healy           | Australazja       | 5:34,0 | Q,    |
| 2.      | John Hatfield         | Wielka Brytania   | 5:35,6 | Q     |
| 3.      | Franz Schuh           | Austria           | 6:09,4 |       |
| –       | Andreas Asimakopoulos | Grecja            |        | DNS   |
| –       | Imre Zachár           | Węgry             |        | DNS   |
| –       | Kenneth Huszagh       | Stany Zjednoczone |        | DNS   |

Wyścig 6
| Miejsce | Zawodnik        | Kraj            | Wynik  | Uwagi |
| ------- | --------------- | --------------- | ------ | ----- |
| 1.      | George Hodgson  | Kanada          | 5:50,6 | Q     |
| 2.      | William Foster  | Wielka Brytania | 5:52,4 | Q     |
| 3.      | Oscar Schiele   | Niemcy          | 5:57,0 |       |
| 4.      | George Godfrey  | ZPA             | 6:30,6 |       |
| 5.      | Harry Hedegaard | Dania           | 7:07,8 |       |

### Półfinały
Półfinały rozegrano 13 lipca 1912 o godzinie 19:00. Awans uzyskiwało dwóch najlepszych z każdego wyścigu (Q) oraz najszybszy z zawodników na trzecim miejscu (q).
Półfinał 1
| Miejsce | Zawodnik         | Kraj              | Wynik  | Uwagi |
| ------- | ---------------- | ----------------- | ------ | ----- |
| 1.      | George Hodgson   | Kanada            | 5:25,4 | Q,    |
| 2.      | John Hatfield    | Wielka Brytania   | 5:25,6 | Q     |
| 3.      | William Foster   | Wielka Brytania   | 5:49,0 |       |
| 4.      | Nicholas Nerich  | Stany Zjednoczone | 5:51,0 |       |
| 5.      | Thomas Battersby | Wielka Brytania   | 5:51,2 |       |
| 6.      | John Johnsen     | Norwegia          |        |       |
| –       | Max Ritter       | Niemcy            |        | DNS   |

Półfinał 2
| Miejsce | Zawodnik         | Kraj            | Wynik  | Uwagi |
| ------- | ---------------- | --------------- | ------ | ----- |
| 1.      | Harold Hardwick  | Australazja     | 5:31,0 | Q     |
| 2.      | Béla Las-Torres  | Węgry           | 5:34,8 | Q     |
| 3.      | Cecil Healy      | Australazja     | 5:37,8 | q     |
| 4.      | Malcolm Champion | Australazja     | 5:38,0 |       |
| 5.      | Henry Taylor     | Wielka Brytania | 5:48,2 |       |
| –       | Alajos Kenyery   | Węgry           |        | DNS   |

### Finał
Finał rozegrano 14 lipca 1912 o godzinie 19:00.
| Miejsce | Zawodnik        | Kraj            | Wynik  | Uwagi |
| ------- | --------------- | --------------- | ------ | ----- |
| złoto   | George Hodgson  | Kanada          | 5:24,4 | WR    |
| srebro  | John Hatfield   | Wielka Brytania | 5:25,8 |       |
| brąz    | Harold Hardwick | Australazja     | 5:31,2 |       |
| 4.      | Cecil Healy     | Australazja     | 5:37,8 |       |
| 5.      | Béla Las-Torres | Węgry           | 5:42,0 |       |